# Brodawczak podkarpacki
Brodawczak podkarpacki, średniaki, dublery – rasa gołębia należąca do grupy brodawczaków. Podobnie jak inne rasy pochodzący od gołębia skalnego (Columba livia). Jest on rasą bardzo starą i chętnie hodowaną na terenie Podkarpacia.

## Historia
Dokładna historia wyhodowania tej rasy nie jest znana, podobnie jak u innych polskich ras, ale przyjmuje się, że przodkowie tej rasy były gołębie pochodzące ze wschodu. Rasa ta początkowo była hodowana w okolicach Lwowa, a po uruchomieniu relacji kolejowej do Krakowa rasa ta zaczęła rozprzestrzeniać się rozprzestrzeniać w kierunku zachodnim.

## Wygląd
Gołąb ten posiada szlachetną sylwetkę. Głowa jest dość duża. Rasa ta posiada także charakterystyczne obwódki wokół oczu oraz duże woskówki na dziobie.

## Zachowanie i charakter
Pomimo że są silne, są czujne i trochę płochliwe. 